# Dipteromantispa brevisubcosta
La dipteromantispa (Dipteromantispa brevisubcosta) è un insetto estinto appartenente ai neurotteri. Visse nel Cretaceo inferiore (Barremiano, circa 120 milioni di anni fa) e i suoi resti fossili sono stati ritrovati in Cina.

## Descrizione
Questo insetto, di piccole dimensioni (la lunghezza dell'ala anteriore non arrivava agli 8 millimetri), possedeva ali anteriori ben sviluppate e dalle venature ridotte; le ali posteriori erano estremamente modificate, ed erano trasformate in piccole strutture simili alle altère dei ditteri. Il protorace era corto e non tubolare; le zampe anteriori erano modificate in strutture predatorie, e si articolavano posteriormente al protorace. Il profemore era armato con due o tre file di corti denticoli. 

## Classificazione
Dipteromantispa brevisubcosta è stato descritto per la prima volta nel 2013, sulla base di fossili ritrovati nella formazione Yixian (Liaoning, Cina). Assieme alla più recente Mantispidiptera, questo insetto è stato ascritto alla famiglia Dipteromantispidae, un gruppo di neurotteri forse discendenti dei Berothidae o affini ai Mantispidae, dalle strane specializzazioni che portavano a farli assomigliare agli insetti ditteri. La particolare forma delle ali è un notevole esempio di convergenza evolutiva con i ditteri. 

## Paleobiologia
Dipteromantispa e le forme affini erano piccoli predatori e sicuramente volatori attivi. 